# Оборона Волоколамска (1370)
Оборона Волоколамска — оборона русскими города Волоколамска от войск литовского князя Ольгерда 26—29 ноября 1370 года. Ольгерд попытался взять город во время второго похода на Москву. Волоколамск защищал русский гарнизон во главе с князем Василием Ивановичем Березуйским. Осаждённые успешно оборонялись и даже предприняли вылазку, отбросив литовские войска за ров. Во время вылазки погиб князь Березуйский (был убит, когда ожидал на мосту близ Волоколамска литовского князя Ольгерда, некий литвин незаметно пробрался под мост и оттуда пронзил воеводу сулицей), однако сопротивление не ослабло, и Ольгерд вынужден был снять осаду.
Задержка Ольгерда под Волоколамском дала возможность князю Дмитрию Ивановичу организовать оборону Москвы. Наличие невзятого города в тылу ограничивало возможности Ольгерда. К тому же Владимир Андреевич Серпуховской и Олег Иванович Рязанский начали сбор войск в помощь осаждённой Москве, и в конечном итоге Ольгерд был вынужден отступить за пределы Московского княжества.